# 处决萨达姆·侯赛因
2006年12月30日，伊拉克前总统萨达姆·侯赛因被处决。萨达姆因1982年杜贾勒大屠杀（在杜贾勒镇杀害148名伊拉克什叶派教徒，以报复针对他的暗杀企图）被伊拉克特别法庭判定觸犯反人类罪，被判处绞刑。 
伊拉克政府发布了他被处决的官方影片，显示他被带到绞刑架上，并在刽子手将绞索套在他头上后结束。一段手机录制的绞刑影片显示，一些包围在他身边的围观者嘲笑他、提及什叶派神职人员穆克塔达·萨德尔并与他争吵，随后他从绞刑架的活版门坠落，这引起了国际舆论的争议。此外，由于行刑當天是伊斯兰最神聖節日古爾邦节的第一天，因此还引起了阿拉伯世界的不滿。
12月31日，萨达姆的遗体被运回他的出生地提克里特附近的奥贾，并埋葬在其他家庭成员的坟墓附近。

## 执行前
在被伊拉克法院判处死刑后，薩達姆要求用行刑队槍决而不是绞刑，声称这是合法的军事死刑，并援引了他以前担任伊拉克军队总司令的职务。这一请求被法院驳回。  处决前两天，阿拉伯社会复兴党网站上出现了萨达姆写的一封信。他在信中敦促伊拉克人民团结起来，不要仇恨美国等入侵伊拉克国家的人民，而是要憎恨决策者。他说他已经准备好作为烈士犧牲，并且对自己的死刑判决感到平静。 同时，国际人权联盟发表声明，呼吁暂停对萨达姆的绞刑。该组织还表示，根据《日内瓦公约》，萨达姆应被视为战俘。 

## 行刑
萨达姆于宰牲节第一天（2006年12月30日）大约05:50（UTC+03:00）被处以绞刑。  关于處決的确切时间，报告存在冲突，一些消息来源报告时间为06:00、06:05，或者更晚为06:10。   
行刑前几个小时，萨达姆吃了最后一餐（包括鸡肉、米饭和一杯加了蜂蜜的热水）。
行刑地点是位于巴格达东北郊卡济米耶区的伊美联合军事基地“正义营”。与最初的报道相反，萨达姆是单独被处决的，而不是与他的同案被告巴尔赞·易卜拉欣·提克里蒂和阿瓦德·哈米德·班达尔同时被处决（他們于2007年1月15日被处决）。萨达姆的表弟阿里·哈桑·马吉德于2010年1月25日被判处死刑并被绞死。

### 细节
据报道，一位参与了萨达姆被处死事件的伊拉克高级官员说：「美国人希望将处决推迟15天，因为他们不希望于立即处决他，但在当天行刑前一天，总理办公室提供了他们要求的所有文件，美国人看到總理非常坚持，就改变了主意；然后就是敲定细节。」 美国军方发言人威聯‧考德威尔少將在巴格达对记者表示，在萨达姆的「实际控制权」交给伊拉克政府后，多国部队绝对没有直接参与处决， 行刑室中也没有美国代表在场。  

有报道称，萨达姆的行为顺从，他在行刑前的整个审判过程中一直随身携带《古兰经》 。目睹萨达姆被处决的伊拉克国家安全顾问莫瓦法克·鲁拜称，萨达姆多次高喊「打倒侵略者」。 据报道，鲁拜问萨达姆是否有任何悔恨或恐惧，萨达姆回答说：
不，我是個好鬥者，我对自己不感到畏惧。我的一生都在圣战和反侵略中度过。任何走上这条道路的人都不应该害怕。
行刑目击者萨米·阿斯卡里说：「绳索挂在萨达姆脖子上之前，他高喊『真主至大。穆斯林乌玛将会胜利，巴勒斯坦是阿拉伯的！』  萨达姆还强调，伊拉克人应该与美国侵略者作战。 绳子被固定后，警卫大声的說：「穆克塔達！穆克塔達！穆克塔達！」萨达姆笑了，嘲笑地重复了这个名字，并斥责了喊叫者，说道：「你們覺得这是勇敢吗？」     
房间里的一些人背诵了什叶派版本的伊斯兰祈祷文，而萨达姆则背诵了逊尼派版本的伊斯兰祈祷文。 

一位旁观者告诉萨达姆：
下地獄吧！

薩達姆回答道：
你是指現在的伊拉克嗎？
一名蒙面警卫斥責「你毁了我们，你杀了我们。你让我们生活在贫困之中！」。萨达姆回答：「我把你们从贫困和苦难中拯救出来，消灭了你们的敌人—波斯人和美国人。」 

副检察官蒙奇斯·法魯恩开始制止周围人的行为，表示：
請停下。他將面臨死刑。
萨达姆开始背诵两遍清真言。当他第二次背诵即将结束接近尾声，准备说出「穆罕默德」时，活板门突然打开了。 在坠落过程中，听到一声破裂声，表明萨达姆的脖子被折断了。 萨达姆被吊死几分钟后，在场的医生用听诊器听心跳。在没有发现任何情况后绳子被割断尸体放进棺材里。萨达姆於6:03被确认死亡。 

### 疑似死后被刺
萨达姆墓的守卫长塔拉勒·米斯拉布也参与了埋葬工作，据他說，萨达姆在被处决后被刺了六刀。萨达姆部落的首领谢赫·哈桑·内达否认了这一说法。莫瓦法克·鲁拜表示：“我监督了從頭到尾的整個过程，萨达姆·侯赛因的尸体没有被刺伤或肢解，他在行刑前也没有受到羞辱。” 

## 葬礼
2006年12月31日当地时间 04:00（格林尼治标准时间 01:00），萨达姆的遗体被埋葬在他的出生地伊拉克提克里特的奥贾村，靠近他的两个儿子乌代和库赛。   他的遺体由一架美军直升机运至提克里特，并从伊拉克政府手中移交给萨拉赫丁省省长谢赫·阿里·奈达。它被埋葬在距离他两个儿子尸体约三公里遠的地方。萨达姆的坟墓位于一处家庭土地上，遺體被挖進一座八角形圆顶建筑的地板中，这座建筑是萨达姆在20世纪80年代下令建造的，用于宗教节日。
萨达姆家族发言人在电话中表示，萨达姆在约旦寻求庇护的长女拉加德曾要求「将他的遗体暂时埋葬在也门，直到伊拉克解放，遗体可以重新埋葬在伊拉克」。 家人还表示，出于安全考虑，他的遺体可能会埋葬在拉马迪，但目前还没有计划这样做。 
埋葬萨达姆尸体的坟墓于2015年在伊斯兰国武装分子与伊拉克军队的战斗中被毁。 据报道，萨达姆的尸体在陵墓被毁之前已被一個逊尼派部落組織移走。 

## 反应
此次处决的主要新闻来源是伊拉克国家电视台，其播音员称「罪犯萨达姆被绞死」。屏幕上的滚动标题则写道：「萨达姆的处决标志着伊拉克黑暗歷史时期的结束」。阿拉伯卫星电视台报道称，萨达姆的律师证实了萨达姆的死訊。 各大新闻网络播放了萨达姆被处决前时刻的官方錄像。伊拉克政府还公布了萨达姆屍體在裹尸布中的照片。
对处决的反应各不相同。萨达姆的支持者和部分反對者都提出了批评，一些支持者认为處決不公正，一些支持者认为他是烈士。部分反對者则希望对萨达姆的其他罪行做出更多判决。还有人赞同对萨达姆定罪，但不赞同死刑。 

### 國際反應

#### 國際组织
- 联合国：死刑问题特别报告员菲利普·奥斯通（英语：Philip Alston）表示，審判當代最大罪犯之一萨达姆原本是伸張正義的機會，但是本案的做法錯失良機。[36]萨达姆是在人格尊严受到严重侮辱的情况下被绞死的。[37]
- 國際特赦組織：在任何情况下都反对死刑，但在不公平审判后執行這種終極懲罰尤其令人震惊。審判萨达姆原本是證實他當政期間嚴重侵害人權、伸張正義的機會，但是審訊不公平。[38][39]
- 人權观察：萨达姆是踐踏人權的怪獸，但處決他反而將他的惡劣紀錄顛覆了。这次处决是在有缺陷的审判下进行的，标志着伊拉克正一步步远离法治。[40]

#### 主权国家
- 美国：總統小布什發表聲明指，薩達姆被處決是伊拉克發展民主的里程碑[41]，但他后来于2007年1月4日又表示处决应当“以更有尊严的方式进行”。[42][43]布什在2007年1月16日接受美国电视主持人吉姆·莱勒采访时表示，萨达姆的处决“看起来像是一次报复性杀戮”。布什说，他「很失望，感覺他们在处决萨达姆时失誤了。这讓人們更加怀疑努里·马利基的伊拉克联合政府是否是一个严肃的政府，向美国人民和全世界人民发出了一个喜忧参半的信号。」 [44]
- 中华人民共和国：不做任何評論，并表示伊拉克事務應該由伊拉克人民解決。
- 英国：表示薩達姆罪有應得，但重申反對使用死刑。
- 法國：反对死刑，呼籲伊拉克和解與團結。
- 巴基斯坦：只會增化伊拉克的暴力浪潮。
- 梵蒂冈：只會助長報復和仇恨。
- 俄羅斯：對處決表示遺憾。
- 日本：表示處決薩達姆基於法治，並尊重伊拉克政府的決定。
- 以色列、 伊朗、 科威特等国：支持處決薩達姆。
- 大阿拉伯利比亚人民社会主义民众国：为其死降半旗以示哀悼。

## 争议

### 合法性
萨达姆的律师称这次审判「公然违反国际法」，并计划继续利用当地和国际上所有可用的法律途径，直到公众舆论了解这起政治暗杀的真相。 萨达姆的美国辩护律师在另一份声明中称，此次处决是「在美国总统乔治·沃克·布什的领导下美国表现出傲慢的侵略者正义的表现。它使国际刑法的成就倒退了数十年，给美国带来了沉重的打击，並給全世界人民发出明确信息，即美国的侵略行为无法被法律制止。这对于国际司法来说确实是悲伤的一天，也是新的一年的悲伤开始。」 胡安·科尔表示，处决可能会引发更多宗派骚乱。他表示对萨达姆的审判和处决是为了复仇，而不是为了正义。他說：「这一复仇行为非但没有促进民族和解，反而帮助萨达姆最后一次把自己塑造成逊尼派阿拉伯人抵抗的象征，成为教派战争的又一煽动」。 
然而，一些法律专家不同意这些說法和主张。当时的审判独立观察员和国际过渡时期司法中心的高级助理米兰达·西森斯表示，“这不是场虚假审判”，并补充说，主持审判的伊拉克法官「尽了他们的职责，按照伊拉克的全新标准审判此案」。 首届美国司法部人权执法助理总检察长奖得主、华盛顿特区乔治城大学法律中心教师乔纳森·德里默在被问及审判是否符合国际司法的公正标准时表示：「答案是否定的。但从最终的判决来看，它肯定符合所提供的证据」，并进一步补充说，這一次审判既是「透明的程序」，又是「伊拉克邁出的重大一步」。 时任凯斯西储大学法学院教授迈克尔·沙夫在审判期间为伊拉克法庭提供咨询，他在回应萨达姆辩护律師團的指控时表示，「美国政府不是这个法庭的操縱者」，並补充说，「萨达姆是根据他自己的文件被定罪的」，指的就是萨达姆本人签署的批准执行令的文件。 

### 偷拍行刑过程
虽然官方公布的录像没有显示真正的行刑过程，但一段用手机从通向绞刑架的楼梯上拍摄的业余影片浮出水面；其中包含整个绞刑过程的低畫質录像。 与官方镜头不同，业余镜头包含声音，可以听到目击者在绞刑架周围与萨达姆对骂。 
2007年1月2日，伊拉克总理马利基下令成立专门机构，调查萨达姆临刑时的混乱场面和手机偷拍事件。1月3日，伊拉克政府逮捕了他们认为制作了这段手机视频的警卫。然而，要阻止它在互联网上传播已经为时已晚。 莫瓦法克·鲁拜随后举行了新闻发布会，宣布已逮捕了三名与视频录制和泄露调查有关的人员。 
在萨达姆·侯赛因被处决的手机录像被泄露以及2007年1月3日拘留了以逊尼派伊拉克部长哈希姆·阿卜杜拉赫曼·希卜利为首的司法部一名警卫後，人们怀疑司法部可能有意激化宗派紧张关系。 2007年1月19日，穆克塔达·萨德尔表示接受《共和國报》采访时说，行刑期间在房间里的人是「受雇来诋毁他的人」，非官方视频的目的是“让穆克塔达看起来像逊尼派的真正敌人”。 